# Swaay
Swaay (stilizzato anche in SWAAY) è il primo EP del gruppo musicale statunitense DNCE, pubblicato il 23 ottobre 2015. La maggior parte del progetto è stata scritta e co-prodotta dal leader del gruppo Joe Jonas.

## Tracce
1. Cake by the Ocean – 3:38 (Joseph Jonas, Mattias Larsson, Robin Fredriksson, Justin Tranter)
2. Pay My Rent – 3:13 (Jonas, James Alan Ghaleb, Rickard Göransson, Ilya Salmanzadeh)
3. Toothbrush – 3:51 (Jonas, Ghaleb, Göransson, Salmanzadeh)
4. Jynx – 3:36 (Oscar Görres, Oscar Holter, Tranter)

## Classifiche
| Classifica (2016) | Posizione massima |
| ----------------- | ----------------- |
| Canada            | 18                |
| Danimarca         | 19                |
| Stati Uniti       | 39                |